# José Alberto Costa
Pour les articles homonymes, voir Costa.
José Alberto Barroso Machado e Costa est un footballeur portugais né le 31 octobre 1953 à Porto. Il évoluait au poste de milieu gauche.

## Biographie
En tant que joueur du FC Porto, il remporte 2 championnats et une coupe. Il est finaliste de la Coupe d'Europe des vainqueurs de coupe 1984.
International, il possède 24 sélections en équipe du Portugal.

## Carrière

### En tant que joueur
- 1971-1978 :  Académica de Coimbra
- 1978-1985 :  FC Porto
- 1985-1986 :  Vitória Guimarães
- 1986-1987 :  CS Marítimo

### En tant qu'entraîneur
- 1989 :  Portugal (adjoint)
- 1989-1991 :  Académica de Coimbra
- 1991-1992 :  Portugal (adjoint)
- 1991-1992 :  Portugal Espoirs
- 1993-1995 :  Sporting Portugal (adjoint)
- 1996 :  Nagoya Grampus
- 1996-1997 :  Nagoya Grampus (adjoint)
- 1998-1999 :  Émirats arabes unis (adjoint)
- 1999-2001 :  FC Famalicão
- 2001 :  FC Vizela
- 2001-2003 :  Varzim SC
- 2003 :  GD Chaves
- 2009-2010 :  Portugal (adjoint)
- 2010-2011 :  Académica de Coimbra (adjoint)
- 2011-2012 :  Sanat Naft

## Palmarès
Avec le FC Porto :
- Finaliste de la Coupe des coupes en 1984
- Champion du Portugal en 1979 et 1985
- Vainqueur de la Coupe du Portugal en 1984
- Vainqueur de la Supercoupe du Portugal en 1981 et 1983